# Myrsine rivularis
Myrsine rivularis är en viveväxtart som först beskrevs av Carl Christian Mez, och fick sitt nu gällande namn av J.J. Pipoly. Myrsine rivularis ingår i släktet Myrsine och familjen viveväxter. Inga underarter finns listade i Catalogue of Life.